# Charly Weiss
Charly Weiss (* 2. Februar 1939 in Berlin; † 31. Dezember 2009 in Düsseldorf), eigentlich Hans Günther Weiss, war ein deutscher Schlagzeuger, Schauspieler und Performance-Künstler.

## Leben
Weiss hatte in Berlin eine eigene Band namens Charly Weiss 4, mit der er im Februar 1970 an der Seite von Bands wie Amon Düül II und Tangerine Dream im „alternativen“ Berliner Studentenfasching auftrat. Dort lernte er die Formation Agitation Free kennen, denen er sich am 12. April 1970 am ersten deutschen Popfestival im Berliner Sportpalast für ein Konzert anschloss.
Danach zog er nach Düsseldorf und bewegte sich im Umfeld von Kraftwerk. Am 26. Dezember 1970 gaben Kraftwerk ein Konzert in der Besetzung Florian Schneider-Esleben, Eberhard Kranemann (Bass, Cello) und Charly Weiss (Schlagzeug), es sollte das einzige gemeinsame Konzert bleiben.
Später lernte er Helge Schneider kennen. Mit diesem war er bis zu seinem Tod freundschaftlich verbunden, sie traten in den 1970er Jahren zusammen als Schneider/Weiss Duo beziehungsweise El Snyder & Charly McWhite auf, meist jedoch nur für kleinere Clubauftritte. Helge Schneider widmete ihm in seinem Buch Guten Tach! Autobiographie, Teil 1 von 1992 ein ganzes Kapitel. In Schneiders späteren Filmen spielte Weiss skurrile Nebenrollen, erwähnenswert sind seine Darstellungen als „Lieber Gott“ in Texas – Doc Snyder hält die Welt in Atem (1993) und als „weltbekannter Spürpilot“ in 00 Schneider (1994). Für Christoph Schlingensiefs Film Mutters Maske, (1988, ein Remake des Films Opfergang von Veit Harlan mit Helge Schneider und Udo Kier) spielte er Schlagzeug für die Filmmusik.
Einen öffentlichen Auftritt hatte er im September 2005 zusammen mit Hermes Phettberg als Talkgast in der Pilotfolge der experimentellen PrimeTimeShow im Stahlwerk in Düsseldorf.
Im August 2007 gab er mit Helge Schneider an der Hammond-Orgel als Duo El Snyder und Charly McWhite im Hofgarten (Düsseldorf) ein Jazz-Konzert in der Reihe „Jazz & Weltmusik“. Zuletzt gastierte er unter dem gleichen Namen im Januar 2009 wiederum mit Helge Schneider sowie Reinhard Glöder im Berliner Jazzclub Quasimodo.
Ende Dezember 2009 starb Charly Weiss in Düsseldorf im Alter von 70 Jahren.

## Filmografie
- 1988:  Mutters Maske (Musik)
- 1993: Texas – Doc Snyder hält die Welt in Atem
- 1994: 00 Schneider – Jagd auf Nihil Baxter
- 2004: Jazzclub – Der frühe Vogel fängt den Wurm